# Blas Millán
Blas Millán, seudónimo de Manuel Guillermo Díaz, (Caracas, 9 de febrero de 1900 - 1960), fue un cuentista y ensayista venezolano.

## Biografía
Manuel Guillermo Díaz nació en Caracas en 1900. Adopta el seudónimo Blas Millán, con el que firmará toda su obra. Perteneció a la llamada Generación de 18.

## Trayectoria literaria
En 1925 publica el conjunto Otros cuentos frívolos, donde se recoge el relato Fragmento de una carta de Caracas escrita en el año de 1975, texto en el que un sujeto narra la vida futura de la ciudad de Caracas.
En 1929 publica La radiografía (que forma parte del libro La radiografía y otros casos, publicado en París por Henri Gaulon en 1929) un relato de ciencia ficción; y a partir de allí, la presencia de ese texto se repite en otras antologías. Este relato ha sido incluido en las principales antologías del cuento venezolano: la Antología del cuento moderno venezolano, editada en 1940 por Arturo Uslar Pietri y Julián Padrón, y El cuento venezolano (1900-1940), editada en 1973 por Guillermo Meneses.
Para Aquiles Nazoa, junto con Pepe Alemán y Julio Garmendia, se encuentra "entre los escritores que reaccionaron, por los años de 1920 al 30, contra los excesos localistas y limitación temática que agobiaban el humorismo venezolano."
A pesar de la originalidad de su obra ha pasado bastante inadvertida en el panorama de la literatura venezolana.